# El Pont de Reiners

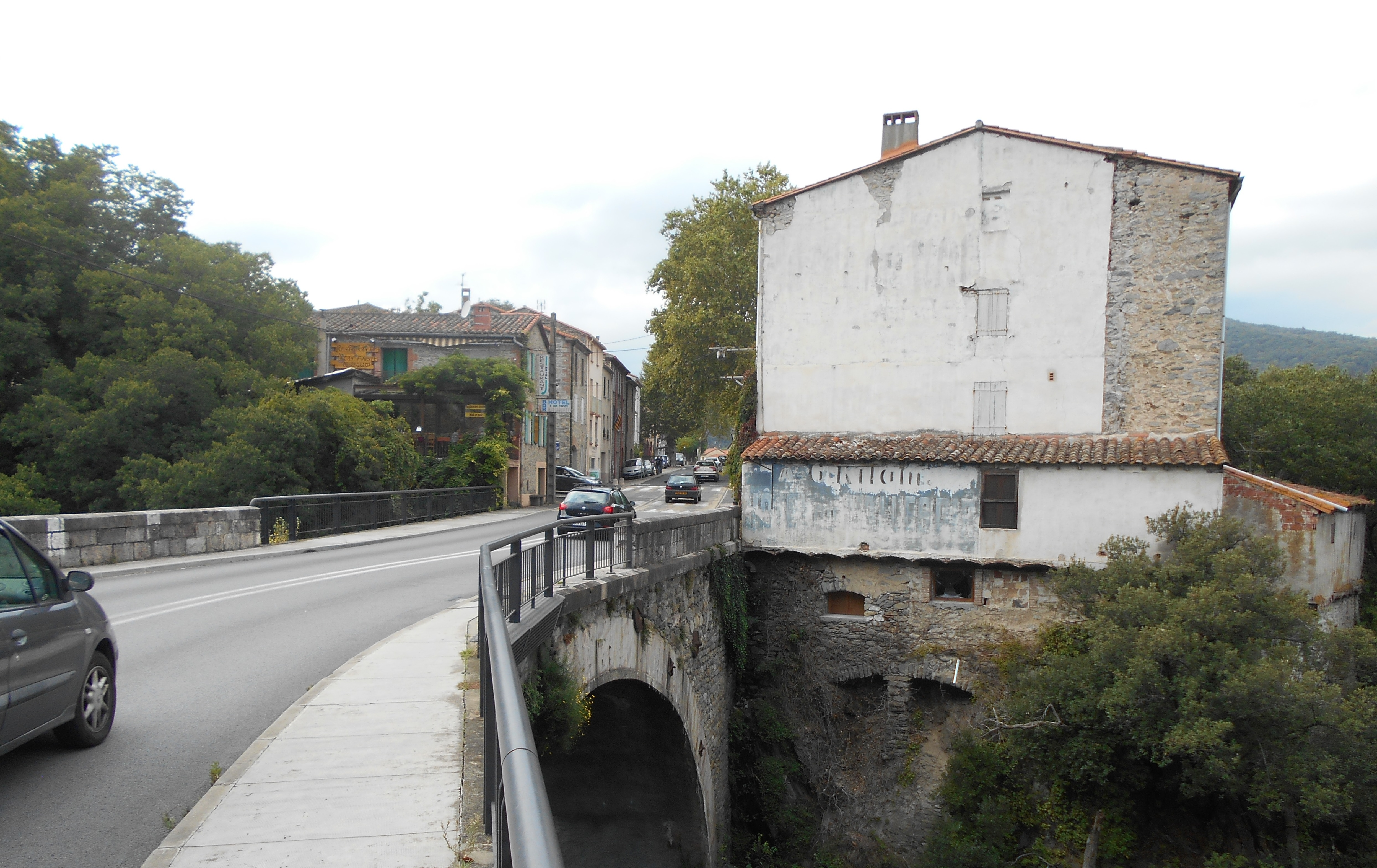
El Pont de Reiners

El Pont de Reiners és un veïnat modern del terme comunal de Reiners, a la comarca del Vallespir (Catalunya del Nord). En alguns aspectes, fa de cap de la comuna: les escoles maternal i primària del terme de Reiners són en aquest veïnat.
Està situat a la dreta del Tec a llevant del punt on aquest riu fa la seva màxima inflexió cap al nord dins del terme de Reiners i al costat de ponent de la confluència de la Ribera de Reiners en el Tec. És a ponent de la Cabanassa i al nord del poble de Reiners.
El veïnat s'origina a l'entorn del pont que travessa el riu en aquest lloc. Actualment és el nucli urbà més consistent de tot el terme. Pel costat de llevant quasi forma continuïtat amb la Cabanassa.

## Etimologia
El nom del veïnat procedeix del pont existent damunt del Tec en aquest lloc.